# Hypericum kouytchense
Hypericum kouytchense är en johannesörtsväxtart som beskrevs av H. Lév.. Hypericum kouytchense ingår i släktet johannesörter, och familjen johannesörtsväxter. Inga underarter finns listade i Catalogue of Life.

## Bildgalleri

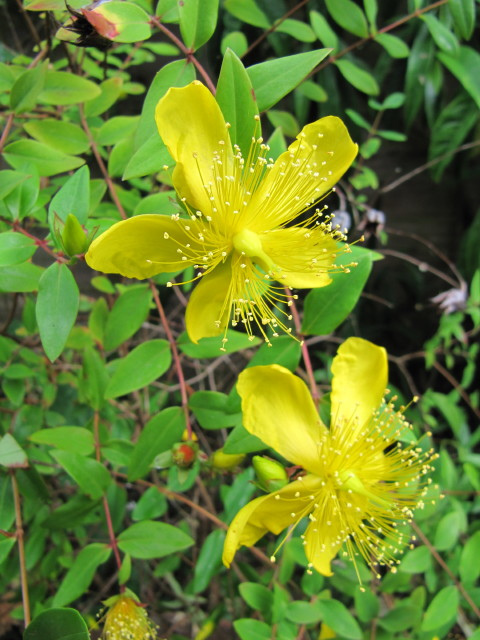
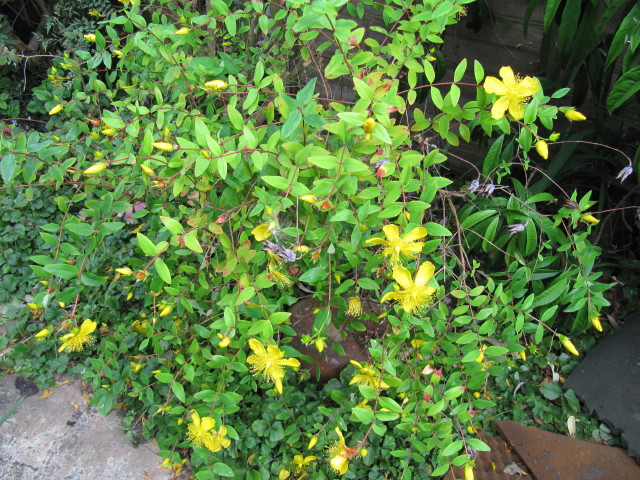
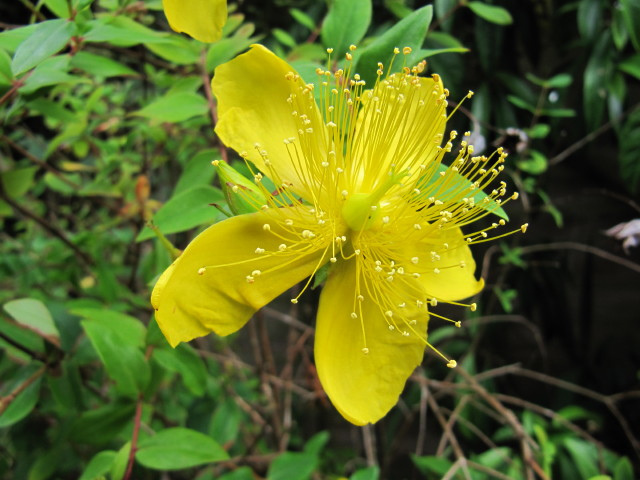